# Simon Brunnhuber

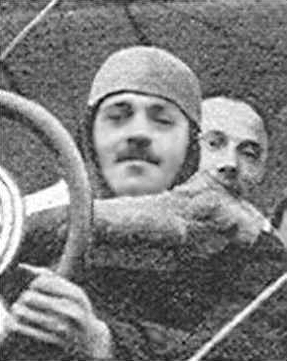
Simon Brunnhuber (1910)

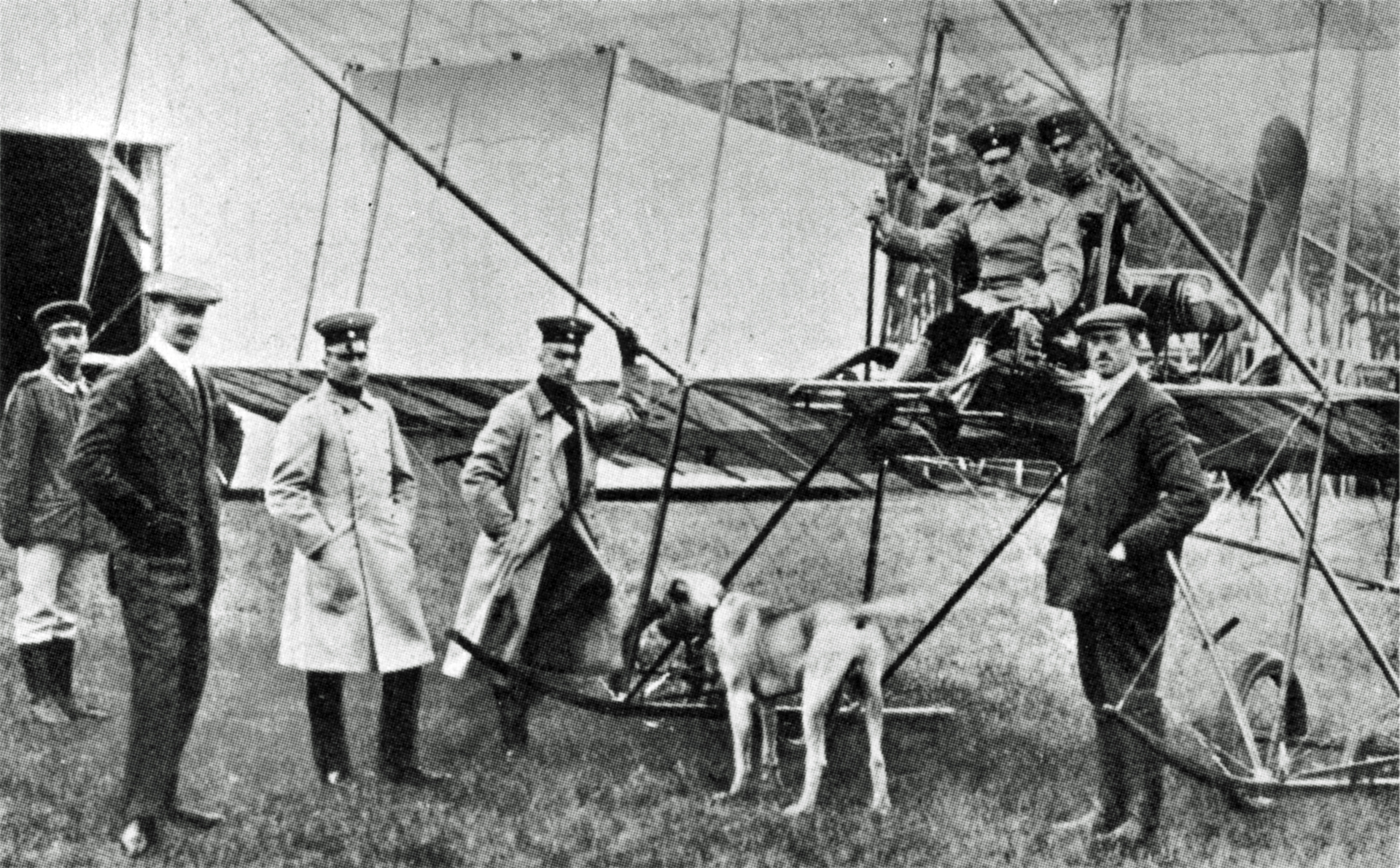
Simon Brunnhuber (rechts) 1910 auf dem Flugplatz Döberitz bei der Ausbildung der ersten deutschen Militärpiloten. Das Schulflugzeug ist eine Farman III.

Simon Brunnhuber (* 30. Mai 1884 in Mering; † 6. Februar 1936 in Berlin-Johannisthal) war ein deutscher Chauffeur, Ingenieur, Fluglehrer und Luftfahrtpionier. 1910 war er der erste Fluglehrer der Fliegerschule Döberitz.

## Leben

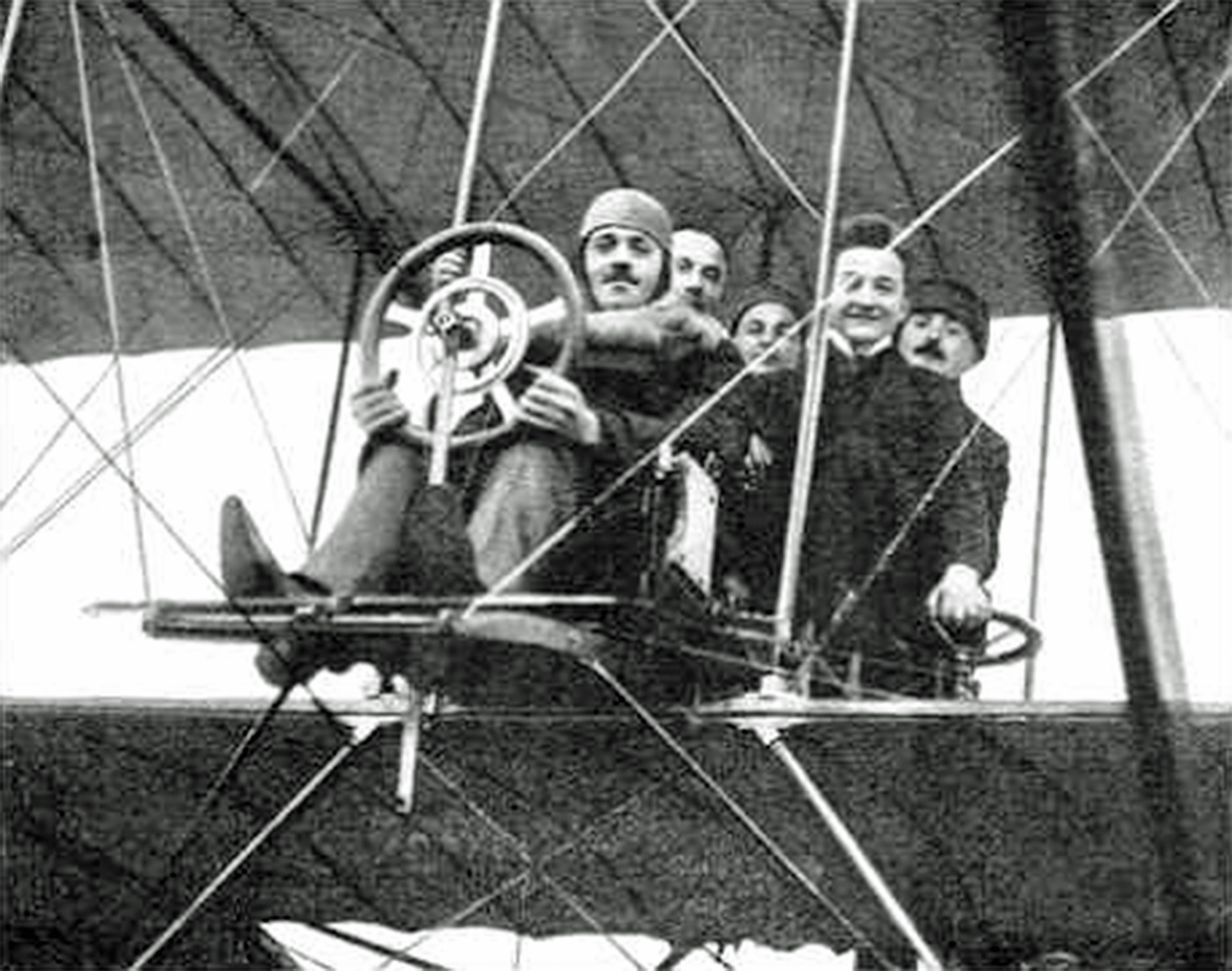
Simon Brunnhuber am 7. Dezember 1910 in Berlin-Johannisthal beim Rekordflug mit vier Passagieren.

Brunnhuber war ein Flug-Enthusiast und arbeitet als Chauffeur bei Walther Huth, der bezüglich der Fliegerei konkrete Startup-Ideen verfolgte, um Flugzeug-Lieferant für die deutsche Militärverwaltung zu werden. Im Rahmen dieser Ideen wurde Brunnhuber 1909 auf Kosten Huths in Frankreich bei Hubert Latham auf einer Antoinette VII zum Piloten ausgebildet und unter dem Pseudonym Dr. Brück als Fluglehrer an die Fliegerschule Döberitz der Militärverwaltung ausgeliehen. Offiziell war er in dieser Zeit als Werkspilot der Albatros Flugzeugwerke angestellt und nahm in dieser Funktion auch auf Antoinette- und Farman-Maschinen an einer Reihe von Flugveranstaltungen teil.
Seiner Tätigkeit in Döberitz ging er laut Flugsport Nr. 14 und 15 spätestens ab dem 8. Juli 1910 nach: „Der Militärflugapparat, welcher durch Dr. Brück gesteuert wird, führte am 8. Juli einen Flug von 2,8 km Länge und am 9. Juli einen Dauerflug von 1 Stunde aus.“ Und in Nr. 15 wird berichtet: „Am 28. Juli halb 7 Uhr startete Brunnhuber mit Hauptmann de le Roi als Passagier an Bord in Gegenwart des Kronprinzen und Oberleutnant Huth zu einem Ueberlandflug. …“ Seine offizielle deutsche Fluglizenz (Fluglizenz Nr. 20) für Zweidecker (Farman) erwarb Brunnhuber erst am 6. August 1910 in Döberitz.
Insgesamt bildete Brunnhuber über 20 Militärpiloten aus, bevor er als Oberingenieur für Ausbau und Abnahme von der Militärverwaltung fest angestellt wurde.
Am 7. Dezember 1910 stellte Brunnhuber einen „neuen deutschen Passagierrekord“ mit „vier Personen Belastung“ mit einer Albatros-Farman mit 37 kW (50 PS) Gnome-Motor bei einem Flug in 20 Meter Höhe über dem Flugplatz Johannisthal auf. Als Fluglehrer bildete er unter anderen Benno König, den Sieger des ersten Deutschlandflugs (1911), aus.

## Trivia
Das „geflügelte“ Wort „Fliegen tut auch ein Scheunentor, wenn der Motor nur gut ist.“ wird Simon Brunnhuber zugeschrieben.